# Комбати (фільм)
«Комбати» (рос. «Комбаты») — український радянський художній фільм 1983 року режисера В'ячеслава Колегаєва.

## Сюжет
У військовій частині служать друзі — командири танкових батальйонів, майори Олег, Володимир та Іван. Під час навчань Олег приймає ризиковане рішення. Один з танків його батальйону перевертається і падає в болото...

## У ролях
- Євген Меньшов
- Тимофій Співак
- Олександр Немченко
- Людмила Нільська
- Ніна Зайцева
- Станіслав Говорухін
- Геннадій Нілов
- Володимир Антонов
- Олександр Амелін
- Нодар Дугладзе
- Віктор Жиганов
- Федір Сухов — механік-водій, сержант Михайло Федотов

## Творча група
- Сценарій:
- Режисер: В'ячеслав Колегаєв
- Оператор: Віктор Березовський, Сергій Стакуза
- Композитор: Євген Геворгян